# Proiettile in canna
Proiettile in canna (A Bullet Is Waiting) è un film del 1954 diretto da John Farrow.
È un film drammatico statunitense con Rory Calhoun e Jean Simmons.

## Produzione
Il film, diretto da John Farrow su una sceneggiatura di Thames Williamson e Casey Robinson con il soggetto dello stesso Williamson, fu prodotto da Howard Welsch per la Columbia Pictures.

## Distribuzione
Il film fu distribuito con il titolo A Bullet Is Waiting negli Stati Uniti dal 4 settembre 1954 al cinema dalla Columbia Pictures.
Altre distribuzioni:
- in Svezia il 13 dicembre 1954 (En kula väntar)
- in Germania Ovest l'8 marzo 1955 (Eine Kugel wartet)
- in Spagna il 14 marzo 1955 (Una bala en el camino)
- in Finlandia il 1º aprile 1955 (Luoti odottaa)
- in Austria nel maggio del 1955 (Eine Kugel wartet)
- in Portogallo il 14 giugno 1955 (Após a Tempestade)
- in Belgio il 29 luglio 1955 (Une balle vous attend e De kogel wacht u)
- in Danimarca il 21 novembre 1955 (En kugle i vente)
- in Francia il 24 febbraio 1956 (Une balle vous attend)
- in Grecia (Mia sfaira se perimenei)
- in Italia (Proiettile in canna)

## Critica
Secondo Leonard Maltin il film è un "interessante studio sulla natura umana" in cui risultano apprezzabili anche le ambientazioni nel deserto".